# Costa Norte
A Costa Norte (em inglês: North Coast) é uma região geográfica e biorregião do estado australiano de Nova Gales do Sul, compreendendo 3.996.591 de hectares.